# Белл-Сентер (Вісконсин)
Белл-Сентер (англ. Bell Center) — селище (англ. village) в США, в окрузі Кроуфорд штату Вісконсин. Населення — 108 осіб (2020).

## Географія
Белл-Сентер розташований за координатами 43°17′31″ пн. ш. 90°49′32″ зх. д. / 43.29194° пн. ш. 90.82556° зх. д. (43.291877, -90.825486).  За даними Бюро перепису населення США в 2010 році селище мало площу 14,47 км², з яких 14,37 км² — суходіл та 0,10 км² — водойми.

## Демографія
Згідно з переписом 2010 року, у селищі мешкало 117 осіб у 45 домогосподарствах у складі 33 родин. Густота населення становила 8 осіб/км².  Було 64 помешкання (4/км²).
Расовий склад населення:
| - 98,3 % — білих - 0,9 % — чорних або афроамериканців |

До двох чи більше рас належало 0,9 %. Частка іспаномовних становила 0,0 % від усіх жителів.
За віковим діапазоном населення розподілялося таким чином: 29,9 % — особи молодші 18 років, 50,4 % — особи у віці 18—64 років, 19,7 % — особи у віці 65 років та старші. Медіана віку мешканця становила 40,5 року. На 100 осіб жіночої статі у селищі припадало 120,8 чоловіків;  на 100 жінок у віці від 18 років та старших — 105,0 чоловіків також старших 18 років.
Середній дохід на одне домашнє господарство  становив 36 158 доларів США (медіана — 30 972), а середній дохід на одну сім'ю — 45 295 доларів (медіана — 35 313). За межею бідності перебувало 12,6 % осіб, у тому числі 0,0 % дітей у віці до 18 років та 3,6 % осіб у віці 65 років та старших.
Цивільне працевлаштоване населення становило 52 особи. Основні галузі зайнятості: виробництво — 25,0 %, сільське господарство, лісництво, риболовля — 25,0 %, роздрібна торгівля — 17,3 %, освіта, охорона здоров'я та соціальна допомога — 11,5 %.